# Jürgen Werner
Pour les articles homonymes, voir Werner.
Jürgen Werner, né le 15 août 1935 à Hambourg en Allemagne et décédé le 28 mai 2002 dans la même ville, est un joueur de football international allemand, qui évoluait au poste de défenseur.

## Biographie

### Carrière en club
Avec le club du Hambourg SV, il remporte un championnat d'Allemagne et une Coupe d'Allemagne.
Avec cette même équipe, il joue 7 matchs en Coupe d'Europe des clubs champions. Il atteint les demi-finales de cette compétition en 1961, en étant éliminé par le FC Barcelone.

### Carrière en sélection
Avec l'équipe de RFA, il joue 4 matchs (pour 2 buts inscrits) entre 1961 et 1963. 
Il reçoit sa première sélection en équipe nationale le 26 mars 1961 en amical contre le Chili. Le 23 décembre 1962, il inscrit un but face à la Suisse. Il inscrit à nouveau un but le 5 mai 1963, face au Brésil, pour ce qui constitue sa dernière sélection.
Il figure dans le groupe des sélectionnés lors de la Coupe du monde de 1962. Il ne joue aucun match lors de la phase finale de cette compétition.

## Palmarès
Hambourg SV
- Championnat d'Allemagne (1) :
  - Champion : 1959-60.
  - Vice-champion : 1956-57 et 1957-58.

- Coupe d'Allemagne (1) :
  - Vainqueur : 1962-63.
  - Finaliste : 1955-56.